# Villa Medici von Cerreto Guidi

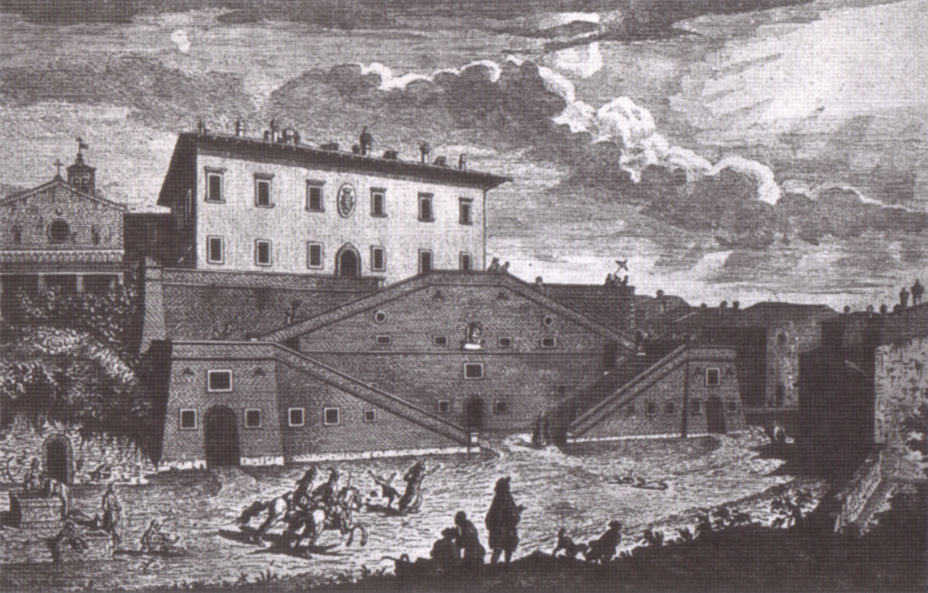
Giuseppe Zocchi, La Real Villa di Cerreto (1744)

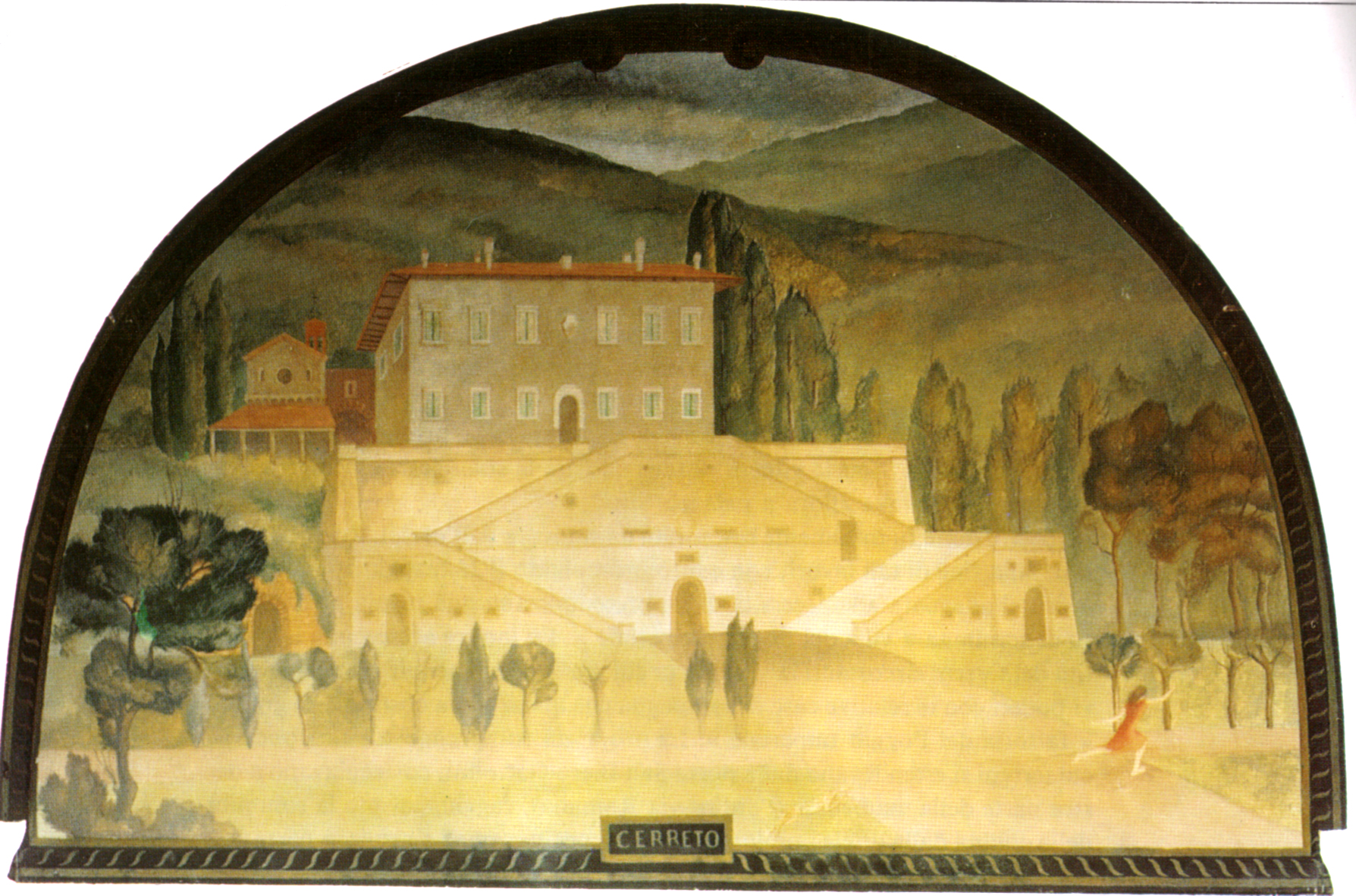
Cerreto Guidi, Lunettenbild des 20. Jahrhunderts im Stil des Giusto Utens

Die Villa di Cerreto Guidi ist eine Medici-Villa im Zentrum der Gemeinde von Cerreto Guidi an der Adresse Via dei Ponti Medicei 7. Sie beherbergt seit 2002 ein Jagdmuseum, das Museo storico della caccia e del territorio.

## Geschichte
Eine Burg der Grafen  Guidi in strategisch günstiger Hügellage war der Vorläufer der unter Cosimo I. de’ Medici um 1555 errichteten Villa, eines eher einfach gehaltenen Jagdschlosses.
Der Architekt ist unbekannt, für eine Zuschreibung an Bernardo Buontalenti wurde die enorme Freitreppe angeführt, andere Studien sprechen für eine spätere Realisierung. Davide Fortini, ein früherer Mitarbeiter des Tribolo, führte die Bauaufsicht vor Ort.
Am 15. Juli 1576 wurde hier Isabella de’ Medici auf Veranlassung ihres betrogenen Gatten Paolo Giordano I. Orsini erdrosselt. Die Villa gehörte damals ihrem Bruder Don Giovanni de’ Medici. Dieser vererbte sie 1621 an seinen Neffen Don Lorenzo de’ Medici. Weitere Besitzer waren Großherzog Cosimo II. de’ Medici und dessen Sohn Kardinal Leopoldo de’ Medici, der sie umbauen ließ, nach diesem Großherzog Cosimo III. de’ Medici, aus dessen Zeit zwei Inventare des Besitzes erhalten sind. 
Die Lothringer gaben 1780 die Villa an die Familie Tonini aus Pistoia ab. Es folgten weitere private Eigentümer. 1966 verkaufte Rodolfo Geddes den Besitz an Galliano Boldrini, der ihn 1969 dem Staat schenkte mit der Auflage, darin ein Museum einzurichten.
Vom künstlerischen Schmuck haben neoklassizistische Fresken des 19. Jahrhunderts überlebt, das Innere wurde weitestmöglich den beiden Inventaren des frühen 18. Jahrhunderts nachgestaltet.